# 808 State
808 State (Эйт-о-эйт Стейт) — британский электронный коллектив, сформированный в Манчестере в 1988 году. Выпущенный ими в том же году альбом «Newbuild» оказал большое влияние на музыку хауса следующего поколения. Название группы связано с драм-машиной Roland TR-808. Несмотря на экспериментальный характер музыки, 808 State в начале 1990-х гг. были неотъемлемой частью культуры рейвов (особенно популярны были хиты «Pacific State», «Cubik» и «In Yer Face»). Тогда же вышел альбом «Ex:el», который был создан при содействии Бьорк и Бернарда Самнера.

## Дискография

### Студийные альбомы
- Prebuild(1988)
- Newbuild (1988)
- Quadrastate (1989)
- Ninety (1989)
- Utd. State 90 (1990)
- ex:el (1991)
- Don Solaris (1996)
- Outpost Transmission (2003)